# 神岡町立漆山小学校佐古分校
神岡町立漆山小学校佐古分校（かみおかちょうりつ うるしやましょうがっこう　さこぶんこう）は、かつて岐阜県吉城郡神岡町（現・飛騨市）に存在した公立小学校の分校。

## 概要
- 吉城郡神岡町（現・飛騨市）の漆山小学校[注釈 2]の分校であり、跡津川（高原川支流）上流の地区（佐古・大多和）が校区であった。
- 佐古・大多和地区は佐古分校の廃校以降、過疎化が進み、2019年現在、住民はいない。

## 沿革
- 1908年（明治41年） - 船津町大字佐古に漆山尋常小学校佐古冬季分教場を開設。冬季（12～2月）のみ、漆山尋常小学校跡津川分教場校下の佐古・大多和地区の児童が通学する。
- 1910年（明治43年） - 佐古分教場の設置が認可され、通年の佐古分教場となる。跡津川分教場校区の佐古・大多和地区が移管される。
- 1912年（明治45年） - 校舎を増築する。
- 1932年（昭和7年） - 漆山尋常高等小学校佐古分教場に改称する。
- 1937年（昭和12年） - 校舎を新築（木造2階建）する。
- 1941年（昭和16年）4月1日 - 漆山国民学校佐古分教場に改称する。
- 1947年（昭和22年）4月1日 - 船津町立漆山小学校佐古分校に改称する。
- 1950年（昭和25年）6月10日 - 船津町、阿曽布村、袖川村が合併し、神岡町が発足。同時に神岡町立漆山小学校に改称する。
- 1970年（昭和45年） - 佐古・大多和地区の住民は冬期間は土地区の神岡鉱山の社宅に移住となり、佐古分校は冬期間は自然休校となる。
- 1972年（昭和47年）11月 - 廃校。